# 루시 (우주선)
루시는 NASA가 추진하는 탐사선으로 트로이군에 있는 5개의 소행성들을 탐사할 예정이다. 궤도는 목성의 궤도를 돌 예정이다. 2017년 1월, 프시케와 함께 디스커버리 계획의 탐사선으로 함께 선발되었다. 여기서 루시가 디스커버리 13이고 프시케가 디스커버리 14다. 목적은 소행성을 내부, 생성과정, 진화과정 등을 연구하는 것이다.

## 역사와 제작 배경
루시는 2015년 1월 디스커버리 계획에 제안된 탐사선이다. 2015년 9월 최종적으로 결정되었으며, 2021년 발사되기로 결정되었다. 그리고 디스커버리 계획 13, 14가 아닌 다른 탐사선들은 취소하기로 했으며, 디자인 예산은 3백만 달러 이내로 책정되었다. 만일 더 늘어나면 원래 해준 예산 배정의 예산을 넘어가고 결국 발사가 지연되거나 취소된다.

## 페이로드(장비)
페이로드는 추후 바뀔 수 있다. 참고로, 루시에 장착된 페이로드는 거의 다른 탐사선의 페이로드를 많이 본떠 만들었다.
L'Ralph:적외선 분광기로 소행성을 적외선으로 관측하는 게 목적이다. 고다드 우주 센터가 제작하며, 뉴 허라이즌스 호에 탑재된 페이로드를 본떠 만들 예정이다.
로리:명왕성에 장착된 흑백 가시광선 카메라로 사진 촬영이 목적이다. 존스 홉킨스 대학에서 제작한다. 이 페이로드는 뉴 허라이즌스의 페이로드 로리와 같다.
L`TES:열 적외선 분광기로 열 적외선을 관측하는 게 목적이다. 아리조나 대학에서 만들 예정이다. 오시리스-렉스의 페이로드를 본떠 만들 예정이다. 장착한 이유는 일부 소행성들이 잘 안보이는 진홍색에 빛을 잘 반사하지 않는 것이 있기 때문이다.
질량 측정기:도플러 효과를 사용해서 목표 천체의 질량을 잴 예정이다.

## 발사
발사는 고더드 우주 비행 센터에서 할 예정이다. 이는 추후 바뀔 수도 있다.

## 목표 천체

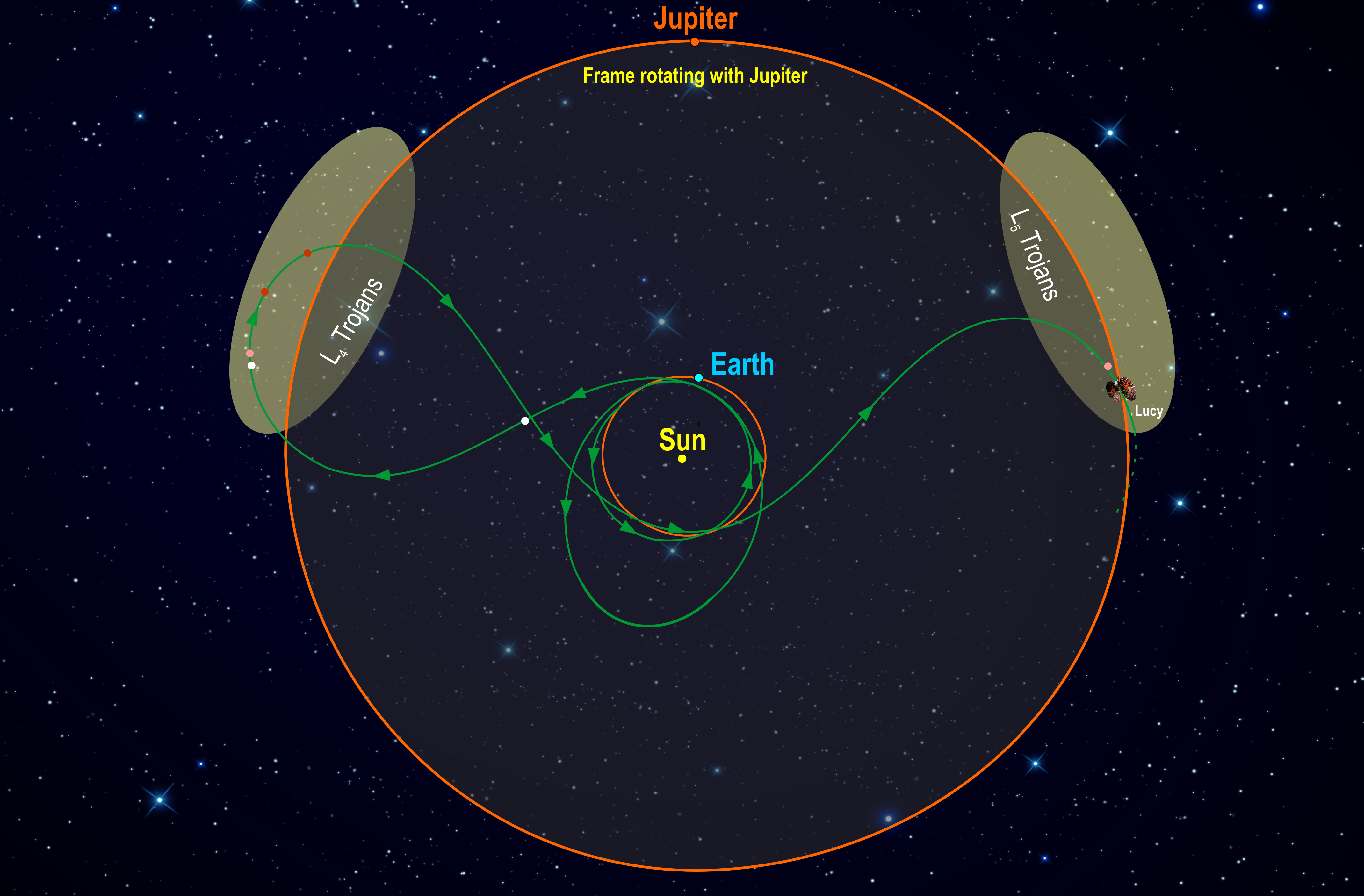
Lucy의 계획도.

목표 천체는 라그랑주 점 L4와 L5에 있는 트로이군 천체다.
2025년 4월:52246 도널드조핸슨, 4km 지름에 C형 소행성이다. 트로이군에 위치하며, 130만 년 전 생성되었을 것이라고 추측된다.
2027년 8월:3548 에우리바테스, 64km 지름에 C형 소행성이다. 트로이군에 위치하며, 전에 파괴된 적이 있던 소행성이다. 따라서 그 소행성에서 유래된 운석이 지구로 떨어지면 에이콘드라이트의 성격을 띈다고 볼 수 있다.
2027년 9월:15094 폴리멜, 21km 지름에 P형 소행성이다. 트로이군에 위치하며, 라그랑주 점에 위치한다.
2028년 4월:11351 레우쿠스, 34km 지름에 D형 소행성이다. 트로이군에 위치하며, 라그랑주 점에 위치한 소행성이다. 다른 소행성들의 평균 공전 주기보다 느리게 도는 소행성이다.
2028년 11월:21900 오러스, 51km의 지름에 D형 소행성이다. 트로이군에 위치하며, 라그랑주 점에 위치한 소행성이다.
2033년 3월:617 파트로클루스, 113km의 지름에 P형 소행성이다. 트로이군에 위치하며, 라그랑주 점에 위치한 소행성이다. 위성을 지닌 소행성이며, 위성은 112km의 메노에티우스이다. 두 사이의 소행성의 거리는 680km으로, 서로에게 미치는 조석력이 매우 강하다.

## 지원, 개발, 투자
- NASA
- GSFC
- SwRI

## 같이 보기
- 데스티니 플러스
- 목성 얼음 위성 탐사선
- OKEANOS